# 鬼嶋一司
鬼嶋 一司（きじま かずし、1956年1月5日 - ）は、元アマチュア野球選手・指導者・実業家である。扶桑電機株式会社代表取締役社長、元慶應義塾大学野球部監督。

## 来歴・人物
慶應義塾普通部を卒業後、慶應義塾高等学校では捕手として活躍、2年秋は県大会準決勝まで進むが横浜高の永川英植に完投されて敗退。卒業後は慶應義塾大学に入学。1学年後輩に堀場秀孝がいたためレギュラーには定着できなかった。
大学卒業後は社会人野球の川崎製鉄千葉に入社。1980年の都市対抗野球に正捕手として出場し、ベスト8。1984年の都市対抗野球へ出場を果たして引退し、その年から監督に就任。自身が選手時代に控え捕手であった大野雄次を4番として抜擢し、1986年の都市対抗野球へ出場。1987年まで監督を務めた。1988年から扶桑電機で勤務し、1998年代表取締役社長に就任。
2002年から2005年まで母校の慶應義塾大学の監督を務め、2004年の秋季リーグではチームを優勝に導いた。その際、「キジマジック」とも呼ばれた。加藤幹典などを指導した。
その一方、日本放送協会で高校野球解説者を2006年から2016年まで務め、2011年の秋から選抜高等学校野球大会選考委員（北信越・東海地区担当） 。2022年の第94回選抜高等学校野球大会では選考委員長を務め、北信越地区においては上位2校を順当に選出したが東海地区においては秋季大会準優勝の聖隷クリストファーではなく、同大会ベスト4の大垣日大を「個人の力量に勝る」「甲子園で勝てるチーム」として選出する異例の判断を行った。しかも優勝した日大三島 （静岡）との地域性は全く考慮しなかったという。当該選考の不透明性については主催の毎日新聞社を除いた複数のメディアやSNSから批判が上がり 、ついには末松信介文部科学大臣からも丁寧な説明を求める意見が表明された。さらに選考委員会1週間後の毎日新聞では「センバツ出場校の選考について 毎日新聞社からのご説明」が掲載された。以降野球にかかわることが激減した。それに伴いNHKの東京六大学野球の早慶戦の解説は大久保秀昭（慶応前監督）、印出順彦（慶応OB）に譲った。